# Poduchowne (Turek)
Poduchowne – część miasta Turek w Polsce położonego w województwie wielkopolskim, w powiecie tureckim. Obecnie także nazwa ulicy i nieoficjalnie nazwa osiedla położonego przy niej, leży w południowo-zachodniej części miasta, dawna wieś.
W latach 1975–1998 miejscowość należała administracyjnie do województwa konińskiego.